# Signari del Castellet de Bernabé

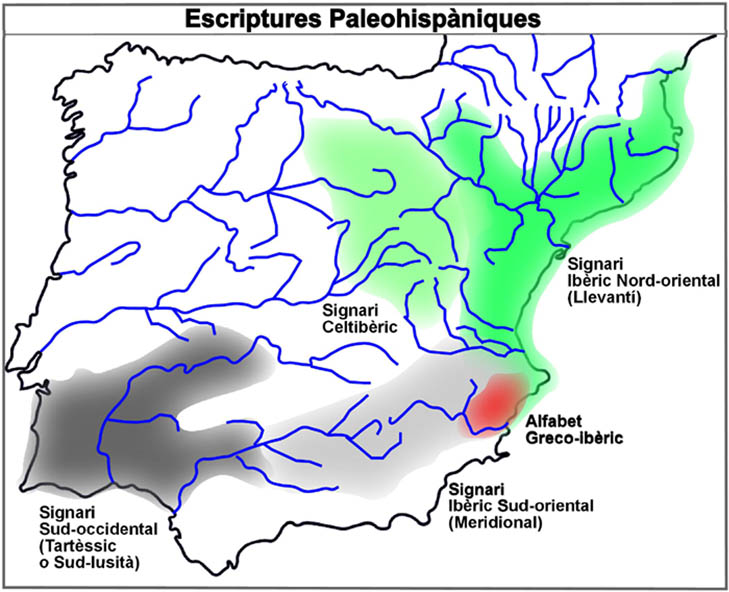
Escriptures paleohispàniques

El signari del Castellet de Bernabé (Llíria, València) és un fragment de signari ibèric nord-oriental dual, amb deu signes complets i fragments d'altres dos, que està incomplet per ambdós costats. Aquest signari està pintat d'esquerra a dreta sobre un fragment de vora d'una gerreta amb decoracions també pintades que va aparèixer el 1995 en el context de destrucció del poblat del Castellet de Bernabé a finals del s. III aC o a principis del s. II aC. El signari està organitzat per parelles de variants d'un mateix signe. A les tres primeres parelles, ó / o (o' / o), s' / s i to / do (to' / to o tó / to), la variant que porta un traç més, la variant complexa, la sorda en el cas de les oclusives dentals i velars, apareix davant de la variant simple, la sonora en el cas de les oclusives dentals i velars. A l quarta parella, les diferències entre les dues variants no són gaire evidents, á / a (a / a o a' / a), però petites diferències de traçat permeten plantejar que la primera sigui la complexa. A la darrera parella, l / l' (l / S79), l'ordre s'inverteix, indici que la tipologia de la parella és de natura diferent a la resta. El signe l' / S79 és un signe poc freqüent i de valor controvertit que probablement tingui un component vocàlic, ja que quasi sempre apareix a continuació del signe l i a vegades a principi de segment.
]+óos'stodoáall'+[
Tot i els dubtes d'alguns investigadors, la seva consideració com a signari s'ha vist confirmada per l'aparició d'altres signaris de característiques similars: el signari del Tos Pelat, amb el que comparteix la característica de presentar dualitats no només a les oclusives dentals i velars, sinó també a vocals i a algunes consonants contínues, i els signaris rupestres de Ger i de Bolvir, que només presenten dualitats a les oclusives dentals i velars.
L'ordre dels signes no coincideix exactament amb cap dels altres signaris ibèrics coneguts ni tampoc amb el que es derivaria del signari d'Espanca, del grup meridional, que era l'únic signari paleohispànic conegut fins a l'aparició d'aquest signari. La seva presència a la vora duna ceràmica pintada no sembla que estigués motivada per activitats relacionades amb l'aprenentatge de l'escriptura, sinó que es pensa que podria tenir una funció votiva, tal com passa amb abecedaris d'epigrafies contemporànies a la ièrica.